# Nyugotszenterzsébet
Nyugotszenterzsébet là một thị trấn thuộc hạt Baranya, Hungary. Thị trấn này có diện tích 9,23 km², dân số năm 2010 là 239 người, mật độ 26 người/km².